# بخش سیراف
بخش سیراف، یکی از بخش‌های شهرستان کنگان در استان بوشهر ایران است. مرکز این بخش، شهر بندر سیراف است.

## تقسیمات کشوری
- بخش سیراف
  - دهستان طاهری
  - دهستان شیرینو

شهرها: بندر شیرینو و بندر سیراف

## جمعیت
بر پایه سرشماری عمومی نفوس و مسکن در سال ۱۳۹۵، جمعیت بخش سیراف برابر با ۲۱٬۲۸۸ نفر بوده‌است.